# 前田海産
前田海産株式会社（まえだかいさん）は山口県下関市に本社を置く辛子明太子の製造メーカーである。

## 概要
業務用ルートへ辛子明太子の販売を手掛ける。主な規格重量は12kg。
初代社長前田一男は1946年まで戦後の復員事務官に従事し、1947～1949年に下関の宮本商店で明太子に携わっていた。その後江崎商店、高井商店を経て1961年に現在の前身である前田商店を創業した。
創立当初から人脈を活かし全国の魚市場ルートでの販売を確立させ、まだ知名度の無かった辛子明太子を各地へ普及させた。現在も全国の魚市場を中心に販売している。
創業当時の逸話として、「辛子明太子の試作品を繁華街に持っていき、味の良し悪しを第三者に尋ねていた」「地方から関東への普及に努めたが、当時の関東の人間には辛すぎたらしく『これは人間の食い物か』とまで言われた」などが伝えられている。
代表的な商品には、辛子明太子『金印』と『明太子のたまり漬』がある。『金印』は業界初の農林水産大臣賞（昭55）を受賞した辛子明太子。『明太子のたまり漬』は、たまり醤油や昆布等で味付けされた醤油明太子。直接の販売は、口コミで広がった個人顧客への販売をしている。
所属 全国観光土産品公正取引協議会
（山口県観光土産品公正取引協議会）

## 沿革
- 1961年（昭和36年）前田海産の前身である前田商店を創業
- 1964年（昭和39年）資本金250万円で前田海産(株)を設立。
- 1971年（昭和46年）販売部門を独立させ、資本金300万円でマルイチ前田商事(株)を設立。
- 1975年（昭和50年）現在地である南風泊に新工場を建設。
- 1980年（昭和55年）辛子明太子が業界初の農林水産大臣賞を受賞。
- 1986年（昭和61年）韓国で明太子の生産開始
- 1994年（平成6年） 中国で明太子の生産開始
- 1997年（平成9年） 保税冷蔵庫(2200t)を建設。

## 関連会社
- マルイチ前田商事株式会社（水産加工品の製造・販売）